# Sofia Gyllenhielm

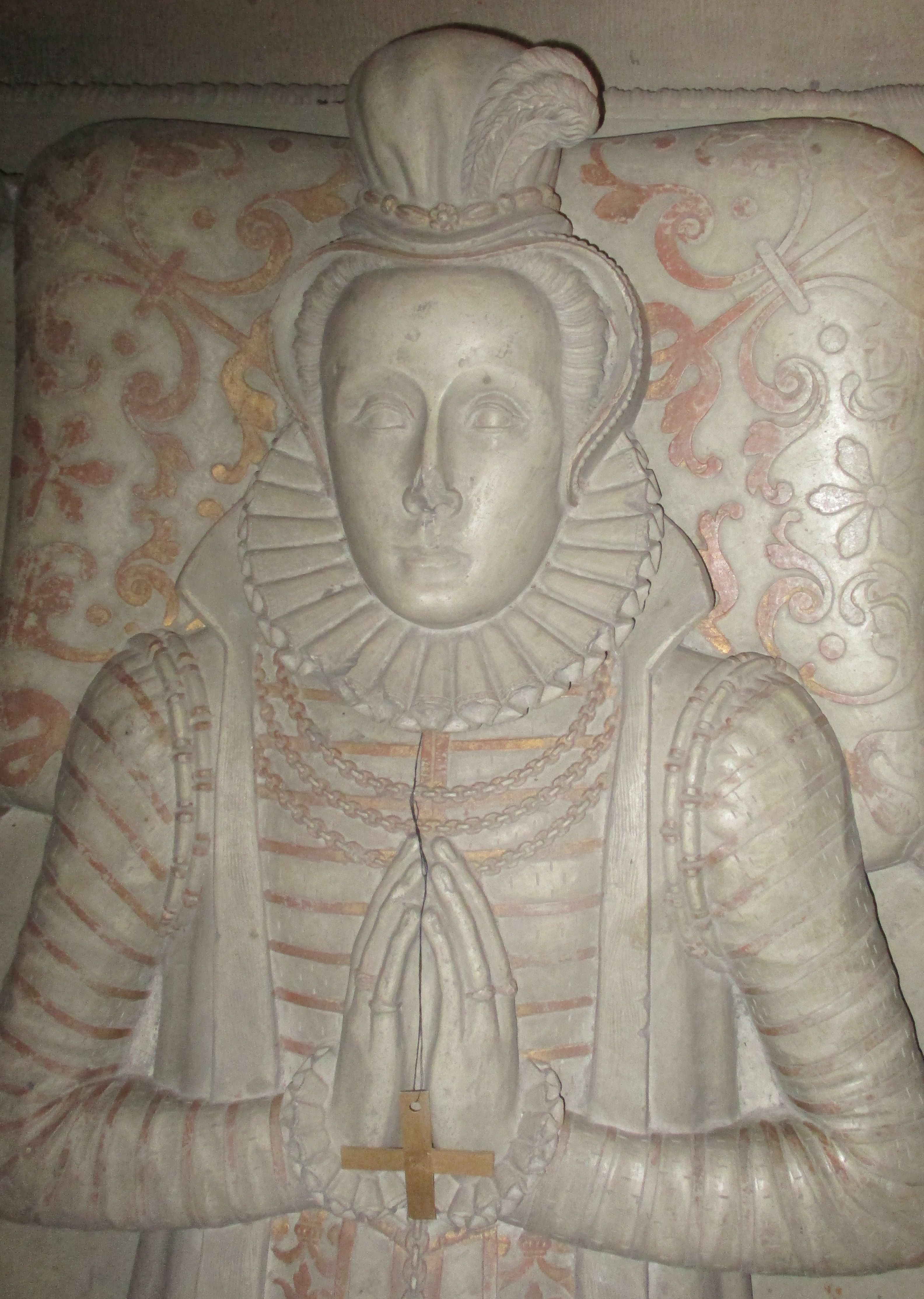
Sofia Gyllenhielm

Sofia Elisabeth Johansdotter Gyllenhielm (* 1556 oder 1559; † Juni 1583 in Reval, Daten unsicher) war die uneheliche Tochter des schwedischen Königs Johann III. und seiner Mätresse Katarina Hansdotter (1539–1596).

## Leben
Sofia war zunächst Kammerzofe am Hofe ihres Vaters. Gemeinsam mit ihren beiden Geschwistern Julius Johansson (1560–1581) und Lucretia Johansdotter (1562–1585) wurde sie 1577 durch ihren Vater geadelt und erhielt den Namen Gyllenhielm.
Am 4. Februar 1580 heiratete Sofia Gyllenhielm in der Kirche des Schlosses von Vadstena den schwedischen Feldherren Pontus De la Gardie.
Sofia Gyllenhielm starb im Frühsommer 1583 im Wochenbett. Sie wurde wie ihr Mann im Dom zu Reval in Schwedisch-Estland bestattet.

## Kinder
Sofia Gyllenhielm gebar drei Kinder, die zu bedeutenden Adligen in der schwedischen Geschichte wurden:
- Brita De la Gardie (Pontusdotter) (1581–1645)
- Johan De la Gardie (Pontusson) (1582–1642)
- Jakob De la Gardie (Pontusson) (1583–1652)